# Die Männer um Hilda Crane
Die Männer um Hilda Crane (Originaltitel: Hilda Crane) ist ein US-amerikanisches Filmdrama aus dem Jahr 1956, produziert von 20th Century Fox. Regie führte Philip Dunne, produziert wurde der Film von Herbert B. Swope Jr. nach einem Drehbuch von Dunne nach einem Theaterstück von Samson Raphaelson. Der Film wurde in Technicolor und Cinemascope gedreht.

## Handlung
In den fünf Jahren, seit sie ihre Heimatstadt Winona verlassen hat, ist Hilda Crane zweimal geschieden worden und hat sich einen zweifelhaften Ruf erworben. Sie kehrt aus New York zu ihrer nörgelnden Mutter zurück, die hofft, dass Hilda vernünftig genug ist, den erfolgreichen Bauunternehmer Russell Burns zu heiraten und sich endlich niederzulassen.
Jacques DeLisle, ein ehemaliger Professor und Geliebter, hegt noch immer einen Groll, weil Hilda ihn wegen eines Sportlers verlassen hat. Obwohl sie Russell nicht liebt, widersteht sie Jacques’ aggressiven romantischen Annäherungsversuchen. Sie nimmt einen Heiratsantrag von Russell an, der ihr ein neues Haus bauen will.
Von einem Freund vor Russells besitzergreifender Mutter gewarnt, die unter anderem eine Herzkrankheit vortäuscht, lehnt Hilda ein Bestechungsangebot von 50.000 Dollar von Mrs. Burns ab, um die Stadt zu verlassen. Sie lässt die alte Frau in einem Stuhl zusammengesunken zurück und geht zur Kirche, um zu heiraten. Doch diesmal hat Mrs. Burns nichts vorgetäuscht und ist gestorben.
Monate später lebt Hilda immer noch im Haus ihrer Schwiegermutter und hat angefangen zu trinken, während Russell ihr gegenüber gleichgültig und mürrisch geworden ist. Es kommt der Tag, an dem Hildas Mutter sie wieder schimpft und sie es nicht mehr aushält. Hilda schluckt eine Flasche Schlaftabletten in der Absicht, sich das Leben zu nehmen. Aber sie überlebt und wird durch Russells Versprechen ermutigt, ihre Liebe wiederherzustellen und mit dem Bau ihres neuen Hauses zu beginnen.

## Produktion
Im September 1955 war es eines von sechs Stücken, die 20th Century Fox von der Charles Feldman Group erwarb (die anderen waren The Wayward Bus, Lonely Steeple, Tender Mercy, Bernadine und Der Seemann und die Nonne).
Im November 1955 gab die 20th Century Fox bekannt, dass sie die Filmrechte erworben hatte und dass der Film von Phillip Dunne geschrieben und inszeniert werden sollte. Produziert wurde der Film von Herbert Swope, der damit seinen ersten Film seit seiner Rückkehr vom Fernsehen drehte.
Der Film war ursprünglich für Susan Hayward angekündigt. Im Dezember 1955 wurde die Rolle an Jean Simmons vergeben.

## Rezeption
Laut Dunne war der Film weder ein kritischer noch ein finanzieller Erfolg.